# Mathias Vilhelm Moltke
Mathias Vilhelm greve Moltke (1. marts 1801 (døbt 4. april i Christiansand) – 14. januar 1864 på Frederiksberg) var en dansk amtmand.
Han var søn af Otto Joachim Moltke (1770-1853) og Sophie Christiane Sehestedt Juul (1778-1810) og dermed bror til generalkrigskommissær Adam Gottlob Moltke. Han blev 1818 student (privat dimitteret), 1821 cand.jur., 1822 auskultant i Højesteret, 1823 surnumerær assessor i Danske Kancelli og var amtmand over Holbæk Amt 14. april 1831 – 23. september 48. Han blev Ridder af Dannebrog 30. november 1844.
Moltke blev gift 12. januar 1837 med Thusnelda von Reden-Wendlinghausen (24. oktober 1814 i Bega, Lippe-Detmold – 14. februar 1893 i København), datter af hannoveransk Berghauptmann Burchard von Reden-Wendlinghausen og Friederike Caroline Elisabeth von Düring.